# Artuma
Artuma je jedna od 31 worede u regiji Afar u Etiopiji. Predstavlja dio Upravne zone 5.  Artuma je okrug u obliku trokuta koji se nalazi u blizini osnove istočne strmine Etiopske visoravni. Graniči na jugu s Fursijem, na zapadu s regijom Amhara, a na sjeveru s Deweom.  Nedostaju informacije o gradovima u ovoj woredi.
Prema brojkama objavljenim od strane Središnje statističke agencije u 2005. godini, ova woreda je imala ukupno 57.330 stanovnika, od čega 23.851 muškaraca i 33.479 žena. Ne postoje informacije o površini Artume, pa se ne može izračunati gustoća stanovnika.